# メガネハウス
メガネハウスは、VHリテールサービスが富山県にて展開している眼鏡店。
本項では、2022年4月30日までの運営企業であった株式会社メガネハウス（MEGANE HOUSE CO.LTD）についても記述する。

## 概要
1990年に設立。以降、富山県内において「メガネハウス」のブランド名でメガネ、コンタクトレンズ、補聴器などの販売を手掛けている。
「アイケアカンパニー」路線を推し進めていたメガネスーパーは2016年12月15日に、富山県に1店舗しかなかった店舗の補充などを目的に、メガネハウスを子会社化することを発表。メガネハウス全株式は2017年1月31日にメガネスーパーと子会社である目の健康へ譲渡されたと同時に、メガネハウスはメガネスーパーグループ入りした。
2022年5月1日付で、親会社であるVHリテールサービスへ吸収合併され、メガネハウスは解散した。VHリテールサービスへ吸収合併された後も、メガネハウスのブランドは維持されており、富山県に所在するビジョナリーホールディングス傘下の店舗はメガネハウスのみとなっている。

## 沿革
- 1990年11月9日 - 設立。
- 2017年1月31日 - 株式譲渡により、メガネスーパーの子会社となる。
- 2018年10月1日 - ビジョナリーホールディングスのグループ再編に伴い、ビジョナリーホールディングスの完全子会社となる[4]。
- 2020年10月30日 - ビジョナリーホールディングスのグループ再編に伴い、メガネスーパー（同年11月1日にVHリテールサービスへ商号変更）の完全子会社となる[5]。
- 2022年5月1日 - VHリテールサービスへ吸収合併され解散。

## 店舗
富山県内において、22店舗を運営している。詳細は店舗検索を参照。